# Araneus lamperti
Araneus lamperti là một loài nhện trong họ Araneidae.
Loài này thuộc chi Araneus. Araneus lamperti được Embrik Strand miêu tả năm 1907.